# Kailali
Der Distrikt Kailali (Nepali कैलाली जिल्ला) ist einer von 77 Distrikten in Nepal und gehört seit der Verfassung von 2015 zur Provinz Sudurpashchim.

## Geschichte
Bis zum Jahr 2015 gehörte Kailali zur Verwaltungszone Seti.

## Geographie
Kailali liegt im Terai im Westen des Landes an der Grenze zu Indien. Durch den Norden des Distrikts verläuft ein Höhenzug der Siwaliks.
Entlang der Nord- und Ostgrenze verlaufen die Flüsse Thuligad und der Unterlauf der Karnali. Der rechte Flussarm der Karnali, die Kauriala, bildet die südöstliche Distriktgrenze. Die Mohana fließt entlang der Südgrenze.
In der Stadt Dhangadhi, im Südwesten des Distrikts an der indischen Grenze gelegen, befindet sich das Verwaltungszentrum.
Die Landwirtschaft, einschließlich der Vieh- und Geflügelzucht, die Nahrungsmittelindustrie, die Dienstleistungsbranche wie Transport, Hotels und Handel sind die wichtigsten Wirtschaftszweige des Distriktes. Dabei sind Reis, Weizen, Gemüse, Obst und Kartoffeln sind die wichtigsten landwirtschaftlichen Produkte. Der Distrikt Kailali und die umliegenden Gebiete gelten als Reiskorb der Region und er verfügt über viele große und bekannte Lebensmittelverarbeitungsbetriebe. Die reichen forstwirtschaftlichen Ressourcen, etwa 64 % der Fläche sind mit Wald bedeckt, bieten neben der Forstwirtschaft auch Potenzial für die Sammlung und Verarbeitung von Kräutern.

## Einwohner
Bei der Volkszählung 2011 betrug die Einwohnerzahl 775.709.
Frauen leiden unter geschlechtsspezifischer Diskriminierung in Bildung, Ernährung, sozialen und kulturellen Normen. Kastenbedingte Diskriminierung ist im Distrikt immer noch weit verbreitet. Im Distrikt leben Angehörige einer Reihe von Minderheiten wie die Tharu, Raji und Badi.

## Verwaltungsgliederung
Im Distrikt Kailali liegen folgende Städte (Munizipalitäten):
- Godawari
- Bhajani
- Dhangadhi
- Ghodaghodi
- Gauriganga
- Lamki Chuha
- Tikapur

Gaunpalikas (Landgemeinden):
- Janaki
- Bardgoriya
- Mohanyal
- Kailari
- Joshipur
- Chure

Bis zum Jahr 2017 wurde der Distrikt in die folgenden Village Development Committees (VDCs) unterteilt:
- Basauti
- Boniya
- Chaumala
- Dansinhapur
- Dododhara
- Durgauli
- Gadariya
- Godawari
- Hasuliya
- Janakinagar
- Joshipur
- Khairala
- Kota Tulsipur
- Masuriya
- Mohanyal
- Munuwa
- Narayanpur
- Nigali
- Pahalmanpur
- Pandaun
- Pawera
- Phulbari
- Pratapur
- Ramsikhar Jhala
- Ratnapur
- Sahajpur
- Sugarkhal
- Thapapur
- Udasipur
- Urma